# Anodonthyla boulengerii
Anodonthyla boulengerii Müller, 1892 è una rana della famiglia Microhylidae, endemica del Madagascar.

## Distribuzione e habitat
È una specie endemica del Madagascar orientale.

In passato si riteneva che il suo areale si estendesse dal Parco nazionale di Masoala al nord sino al parco nazionale di Andohahela al sud, dal livello del mare sino a 1.300 m di altitudine.

Attualmente molti esemplari in passato attribuiti a questa specie sono stati assegnati a specie distinte e pertanto si ritiene che l'areale di A. boulengeri sensu stricto sia limitato al Madagascar sud-orientale e alle isole di Nosy Mangabe e Nosy Boraha.